# Nierslagader
De nierslagader of arteria renalis de slagader die van de aorta naar de nier gaat. Beide nieren worden gevoed door een eigen nierslagader te weten de arteria renalis sinistra (linker nierslagader) en de arteria renalis dextra (rechter nierslagader). De linker nierslagader ontspringt hoger uit de aorta dan de rechter die langer is dan de linker. Beide nierslagaders splitsen een kleinere slagader af voor de bijnieren, namelijk de arteria suprarenalis inferior. In de nier splitst de slagader zich in vier of vijf kleinere slagaders die ieder een deel van de nier van bloed voorzien en overgaan in de nierhaarvaten.
Een veelvoorkomende anomalie is het aanwezig zijn van boventallige nierslagaders waarbij de nierslagader zich splitst in twee of meer kleinere slagaders; dit komt voor bij 20 tot 40% van de nieren en is daarmee de meestvoorkomende variatie in het renovasculaire gebied.
Nierarteriestenose of vernauwing van de nierslagader(s) veroorzaakt hypertensie: de nier scheidt het enzym renine af om de doorbloeding van de nier door middel van een hogere bloeddruk op peil te houden.